# Poliopastea evelina
Poliopastea evelina là một loài bướm đêm thuộc phân họ Arctiinae, họ Erebidae.